# Bisschoppenhof

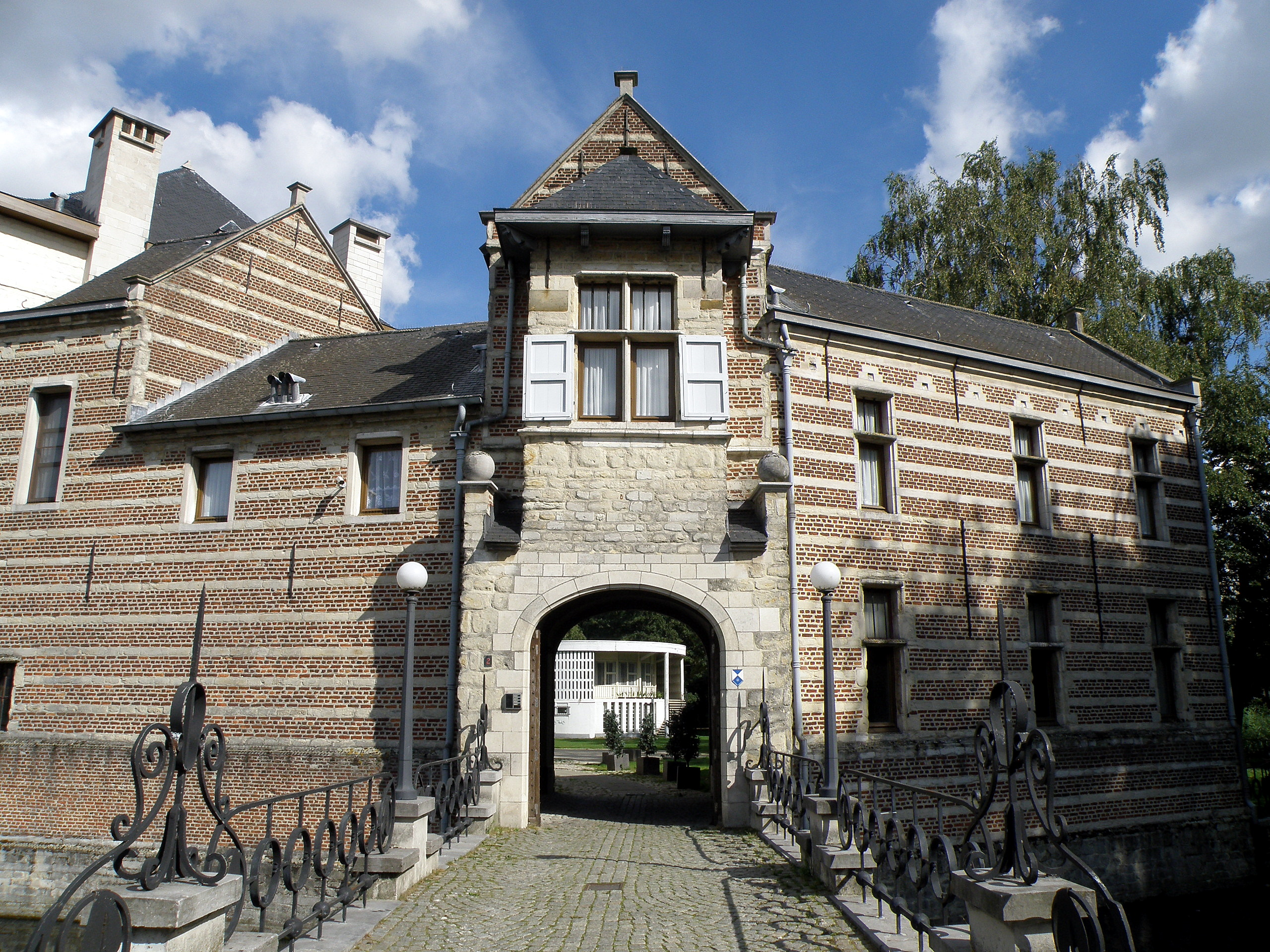
Poortgebouw

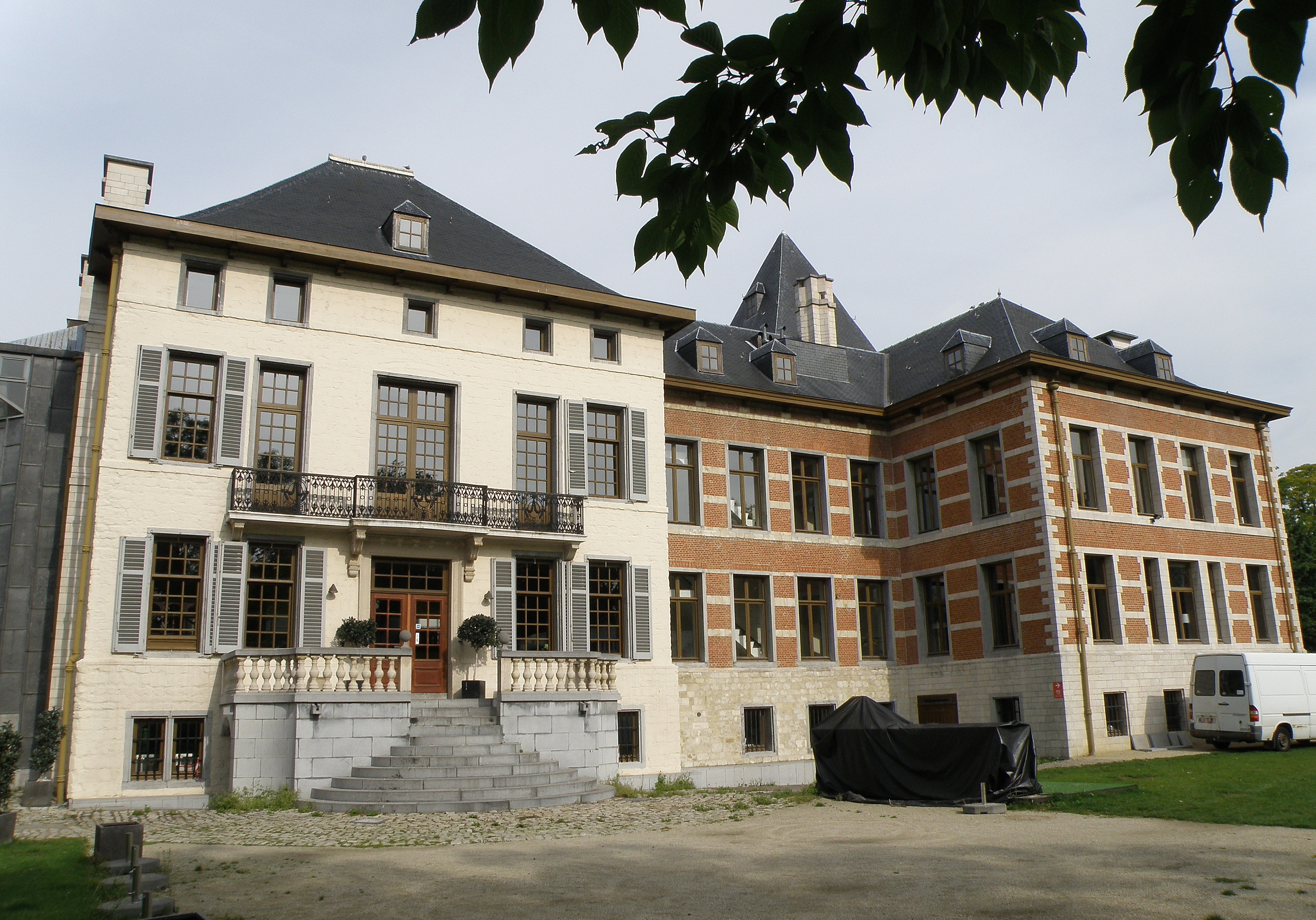
Kasteel

Het Bisschoppenhof is een kasteel in de tot de gemeente Antwerpen behorende plaats Deurne, gelegen aan Suzanne Spanhovenstraat 22.

## Geschiedenis
De prins-bisschop van Luik bezat hier bepaalde rechten en een bisschoppelijke villa die, na de Slag bij Woeringen (1288) in bezit kwam van de hertog van Brabant. Het werd een leen van de hertog en kwam als zodanig in bezit van diverse geslachten. In 1568 was sprake van een oudt steynen vervallen huys en in 1631 werd het omschreven als eene motte ofte berch omwaterdt mette steenen toren, bornputte, schuere, poorthuyse ende stallinghe, dus een omgrachte motte met een stenen toren, waterput, schuur, poortgebouw en stallingen. In 1647 sprak men van een schoon huys van playsentie op nyeuw opgebouwt. Blijkbaar was op de plaats van de motte een adellijk buitenhuis gebouwd.
Zowel het poortgebouw als van buitenhuis zijn bewaard gebleven. In het eerste kwart van de 19e eeuw werd aan het buitenhuis een vleugel toegevoegd en ook begin 20e eeuw werd het gebouw uitgebreid.
In 1956 werd het 16,5 ha metende domein verkocht aan projectontwikkelaar Compagnie Immobilière welke 10 ha van het domein verkavelde terwijl 6,5 ha, omvattende het park en het kasteel met slotgracht, in 1958 in bezit kwam van de gemeente Deurne.